# Kachina

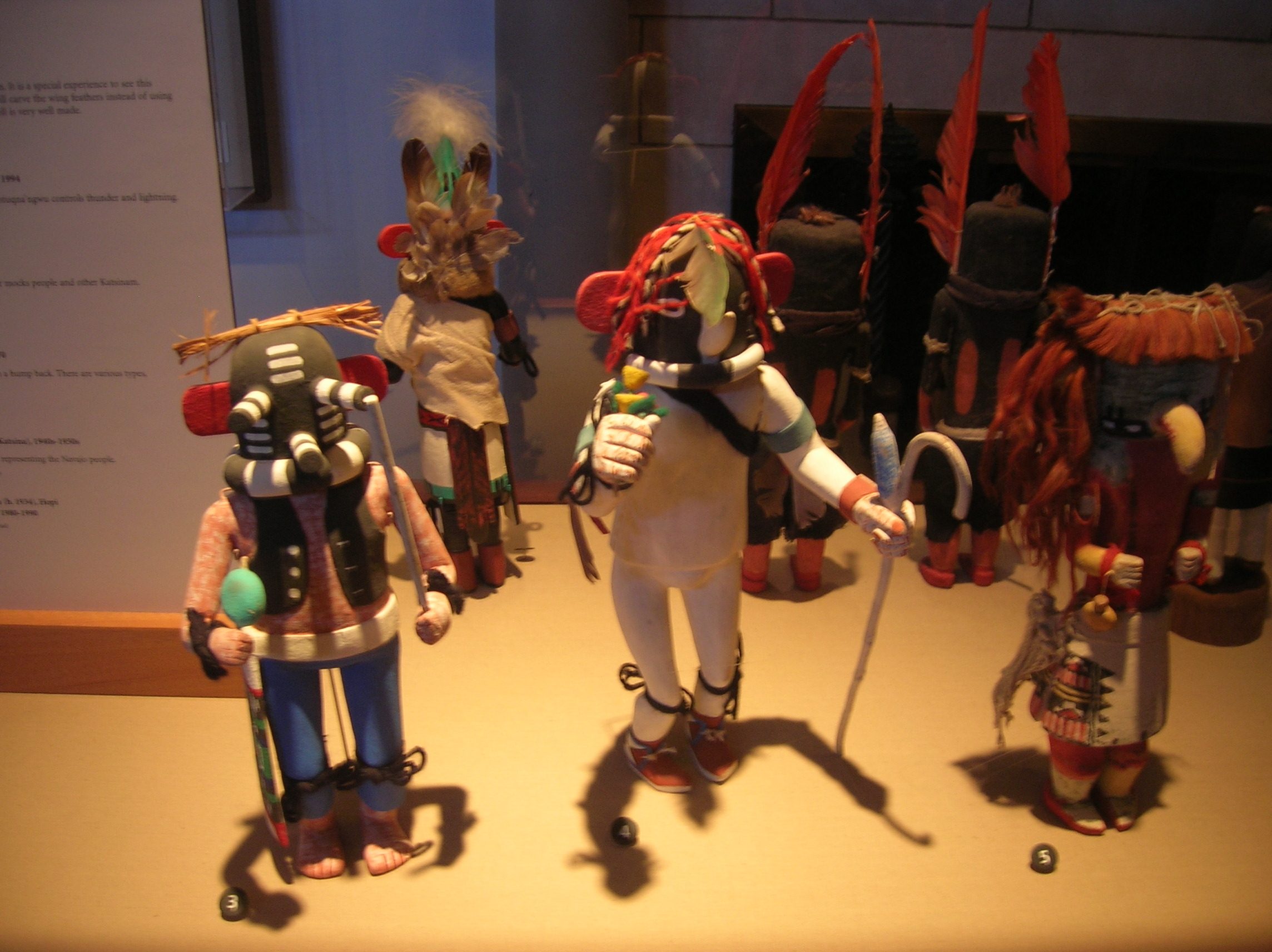
Kachinadockor.

Kachina är hos de nordamerikanska Puebloindianerna namnet på förfäders- och regnandarna.